# HD 104067
HD 104067とは、からす座の方向に位置する惑星系を持つ恒星である。見かけの等級は7.92で、肉眼で観測することは不可能である。HD 104067までの距離は、年周視差に基づくと66.4光年 (20.4 pc)である。+15 km/sの視線速度を持ち、太陽系から遠ざかっている。
HD 104067は、スペクトル分類がK3Vの主系列星である。年齢はおよそ50億年とされている。HD 104067の自転速度は2.5 km/sであると推定されており、自転周期は約1か月である。質量は太陽の82%、半径は77%である。HD 104067の光度は太陽の31%であり、有効温度4,942 Kの光球から放射されている。金属量は太陽の金属量と近い。

## 惑星系
HD 104067は、高精度視線速度系外惑星探査装置（HARPS）による太陽系外惑星を発見するための調査の一環として2004年から観測されている。ドップラー分光法を使用した太陽系外惑星の検出は2011年に発表された。このときに発表されたサブサターン惑星のHD 104067 bは、質量が少なくとも木星の0.2倍である。主星から約0.26天文単位離れており、公転周期は55.8日である。2番目の天王星質量の惑星HD 104067 cの発見は、HARPSとHIRESの観測データに基づいて2024年に発表された。TESSによる観測では、地球よりわずかに大きく、公転周期がわずか2.2日で他の2つの惑星よりも主星に近い軌道を公転する3番目の惑星候補の証拠も示されている。モデリングによれば、この惑星候補はかなりの潮汐加熱を経験する可能性がある。
| 名称 （恒星に近い順） | 質量              | 軌道長半径 （天文単位） | 公転周期 (日)          | 軌道離心率         | 軌道傾斜角 | 半径         |
| --------------------- | ----------------- | ----------------------- | ---------------------- | ------------------ | ---------- | ------------ |
| TOI-6713.01 (候補)    | —                 | 0.03054(37)             | 2.1538197(41)          | —                  | 86.5±2.0°  | 1.30±0.12 R⊕ |
| c                     | ≥13.2±1.9 M⊕      | 0.1058±0.0013           | 13.8992+0.0047 −0.0037 | 0.29+0.12 −0.13    | —          | —            |
| b                     | ≥62.1+3.3 −3.2 M⊕ | 0.2674+0.0032 −0.0033   | 55.851±0.017           | 0.123+0.048 −0.051 | —          | —            |